# Javier Villa García
Javier Villa García (Colunga, Astúries, 5 d'octubre de 1987) és un pilot d'automobilisme espanyol.